# DarkOrbit
DarkOrbit ist ein Massively Multiplayer Online Game der Firma Bigpoint, das im Weltraum spielt. Es ist seit Dezember 2006 online und hat nach eigenen Angaben über 96 Millionen registrierte Benutzer. Tatsächlich ist aber nur noch eine niedrige sechsstellige Anzahl Spieler aktiv (Stand: September 2017). DarkOrbit war ursprünglich ausschließlich ein Browserspiel, steht jedoch seit 2020 auch als herunterladbarer Windows-Client zur Verfügung. Das Spiel ist in diversen Sprachen weltweit verfügbar.

## Aufbau des Spiels
In DarkOrbit spielt man als Pilot eines virtuellen Raumschiffs auf Raumkarten, auf denen Aliens, Nicht-Spieler-Charaktere (NPC) oder feindliche Mitspieler-Schiffe abgeschossen werden können. Durch das Sammeln von sogenannten Erfahrungspunkten und das Lösen von Aufgaben, sogenannten Quests, kann man immer höhere Level erreichen und sich bessere Ausrüstung kaufen. Man kann die bestmögliche Ausrüstung jedoch auch jederzeit während Spiels durch Geldeinsatz erreichen, indem man Spielgeld, sogenanntes Uridium, mit echtem Geld erwirbt.
Die Spielmechanik ist zweidimensional mit 3D-Optik und basiert auf Adobe Flash. DarkOrbit kann mit allen gängigen Webbrowsern gespielt werden, auf denen dieses Plug-in installiert ist. Im Zuge der abnehmenden Unterstützung des Flash Players in Webbrowsern und der Ankündigung von Adobe, dessen Verteilung einzustellen, stellt Bigpoint seit 2020 DarkOrbit als herunterladbare Windows-Software zur Verfügung.
Es gibt mehrere länderübergreifende Spielinstanzen (Global-Instanzen) sowie für die spielstärksten Länder eigene Instanzen. Aufgrund sinkender Spielerzahlen wurde die Instanzanzahl durch Zusammenlegung mehrerer Länderinstanzen gravierend verringert. So stehen seit 2018 für Deutschland von ursprünglich sieben nur noch zwei Server zur Verfügung.

## Spielziel
Das Spiel gibt kein bestimmtes Hauptziel vor. Als Ziele gelten jedoch zum Beispiel der Besitz der bestmöglichen Ausrüstung und das Erreichen höherer Level, wobei Letzteres durch das Sammeln von „Erfahrungspunkten“ möglich ist.
Bis Juli 2015 war das Hauptziel für viele Spieler der Gewinn der „Jackpot-Arena“ (zuvor: Jackpot-Battle). Man musste gegen mehrere Spieler in Eins-gegen-eins-KO-Duellen antreten. Der Gewinner erhielt die Summe des bisher in Bonusboxen gesammelten Jackpots (maximal 10.000 €) in Echtgeld ausgezahlt. Die „Jackpot-Arena“ ist seit Juli 2015 abgeschafft.
Für DarkOrbit wurden mehrere Add-ons auf CD veröffentlicht, darunter auch eines in der Zeitschrift Computer Bild Spiele Ausgabe 06/2009, die jeweils neben exklusiven Schiffdesigns auch kostenlose Ausstattungselemente und den Premiumzugang für einen gewissen Zeitraum enthalten. Ein Testprojekt verknüpfte auch per GPS das Spiel durch eine Applikation mit dem iPhone. Hierbei konnte sich der Spieler in der realen Welt zu markierten Orten begeben, um Munition und Güter für das Spiel aufzusammeln.

## Spieldetails

### Unternehmen
Es kämpfen drei Firmen gegeneinander. Der Spieler muss bei der Registrierung eine der drei Firmen auswählen.
Die Firmen heißen Mars Mining Operations (MMO), Earth Industries Corporation (EIC) und Venus Resources Unlimited (VRU).
Je nach Wahl seiner Heimatfirma starten Spieler auf unterschiedlichen Spielkarten.
Dazu kommt, dass auch ein Firmenwechsel nach der Registrierung möglich ist. Die Kosten belaufen sich auf 5000 Uridium und einen Ehrenpunkteverlust von 50 %, welcher nach längerer Spielzeit ein großer Verlust sein kann.

### Clans
Jeder Spieler kann gegen eine bestimmte Menge Spielgeld eine neue Gruppe (Clan) erstellen oder einem bereits bestehenden Clan beitreten. Tritt man einem Clan bei, so unterstützt man sich dort in der Regel gegenseitig, um gemeinsam Missionen zu lösen oder gegen feindliche Unternehmen oder NPC (Nicht-Personen-Charakter) anzutreten. Clanmitglieder müssen (wenn vom Clanoberhaupt angeordnet) einen bestimmten Prozentsatz ihres Spielgelds (Credits) täglich in die Clankasse einzahlen, die später das Clanoberhaupt einem Mitglied bei Bedarf auszahlen kann. Auch Mitglieder mit einer entsprechenden Berechtigung können Credits auszahlen. Meistens sind die Clans auf eine Firma beschränkt. Es gibt jedoch auch die Möglichkeit, firmenübergreifende Clans zu bilden, welche in den letzten Jahren aufgrund sinkender Spielerzahlen starken Zulauf bekommen haben.

### Ränge und Titel
In DarkOrbit gibt es Ränge, die anzeigen, wie „gut“ der Spieler ist. Der Rang, mit dem jeder neue Spieler startet, nennt sich „Basic Space Pilot“. Der höchste Rang ist der eines „Generals“, wobei in jeder Firma nur einer existiert, also insgesamt drei pro Spielserver.
Ränge erarbeitet sich der Spieler durch sogenannte „Rangpunkte“. Diese bekommt man z. B. durch das Abschießen von Aliens, durch Missionen, durch Abschließen sogenannter Galaxy Gates (siehe unten) oder aber durch Abschießen feindlicher Raumschiffe einer anderen Firma. Auch die Menge an Erfahrungs- und Ehrenpunkten hat einen Einfluss auf die Rangpunkte.
Es gibt „Achievement-Titel“ beim Erreichen bestimmter Ziele („Achievements“), z. B. den Paten beim Schießen von 100.000.000 Erfahrungspunkten.

### Galaxy Gates
Im Spiel ist derzeit (Stand: September 2017) außerhalb von Events das Absolvieren sogenannter Galaxy Gates das hauptsächliche Element des Spiels. Diese sind in etwa mit vereinfachten Dungeons zu vergleichen. Diverse Ausrüstungsgegenstände sind außer per Echtgeld nur in ihnen zu erhalten. Auch für das Erreichen eines höheren Ranges sind sie wichtig, da sie im Vergleich zu anderen Spielmethodiken (z. B. PvE oder PvP) besonders viel Ehrenpunkte einbringen, welche einen großen Beitrag zur Rangberechnung leisten.
Jeden Samstag und Sonntag gibt es besondere Aktionen, zum Beispiel die Verdopplung der erhaltenen Belohnung aus Galaxy Gates oder einen 50%igen Bonus auf Ehrenpunkte.

## Spielkosten und Suchtfaktor
Die Anmeldung und das Spielen von DarkOrbit ist kostenlos. PC-Welt zufolge müsse der Slogan von Bigpoint eigentlich „alle Spiele kostenlos testen“ heißen. Die Suche nach Respekt und die Erwartungen von Clans können auf den Spieler Druck ausüben, sich einen starken Avatar anzulegen. Hochwertige virtuelle Ausrüstung kann man sich nur mit dem sogenannten „Uridium“ kaufen. Diesen hochwertigen Rohstoff findet man im Weltraum von „Dark Orbit“ nur selten und in geringer Menge, was zum Kauf desselben mit echtem Geld verleitet. Bei den regelmäßig stattfindenden Aktionen „Mega-Happy-Hour“ (Verdreifachung des gekauften Uridiums) oder „Helix Hour“ (variabler Prozentsatz zwischen 350 % und 400 %, mit dem das gekaufte Uridium multipliziert wird) und bei diversen Sonderaktionen sind Uridium und Spielgegenstände deutlich günstiger zu erhalten. Für Spitzenausstattungen gaben ambitionierte Spieler im Jahr 2008 teilweise bis zu 30.000 € und mehr aus. Wollte man nicht zu den besten Spielern gehören, sondern gab sich damit zufrieden, ein „guter“ Spieler zu sein, war zu diesem Zeitpunkt ein Budget von etwa 1000 € einzuplanen. Die Verbraucherzentrale Nordrhein-Westfalen warnte in einer Pressemitteilung 2009 vor mehreren Spielen, unter anderem vor Dark Orbit, als „perfide Abzocke von Kindern und Jugendlichen“. Die Spieler haben die Wahl, zu bezahlen oder sich während des Sammelns von Uridium abschießen zu lassen, was leicht geschieht. Ein Premiumpaket kostet 6 € (Laufzeit: ein Monat), 30 € (Laufzeit: sechs Monate) oder 50 € (Laufzeit: ein Jahr), womit damals automatisch ein Abonnement für die Fortsetzung des Pakets abgeschlossen wurde. Diese Praxis wurde später aufgegeben. Möglich sei laut Geschäftsführer das Erspielen aller Ausrüstungsgegenstände ohne Geldeinsatz, es koste nur umso mehr Zeit. In jüngster Zeit (Stand: September 2017) wurden aufgrund sinkender Spielerzahlen diverse Erleichterungen für neue Spieler und Sonderaktionen ins Leben gerufen, um die Kosten für einen voll ausgerüsteten Account zu reduzieren.
Das Unternehmen Bigpoint erzielte 2009 einen Gesamtumsatz in dreistelliger Millionenhöhe, wobei Dark Orbit eines der drei am häufigsten gespielten Spiele des Anbieters ist.